# Rhipidoglossum longicalcar
Rhipidoglossum longicalcar é uma espécie de orquídea, família Orchidaceae, que existe apenas no sul da Nigéria. Trata-se de planta epífita, monopodial  com caule que mede pelo menos vinte centímetros de comprimento e tem folhas alternadas ao longo de todo o caule; cujas pequenas flores tem um igualmente pequeno nectário sob o labelo.

## Publicação e sinônimos
- Rhipidoglossum longicalcar Summerh., Bull. Misc. Inform. Kew 1936: 226 (1936).

Sinônimos homotípicos:
- Diaphananthe longicalcar (Summerh.) Summerh., Kew Bull. 14: 142 (1960).